# Лёринц, Виктор
Виктор Лёринц (венг. Lőrincz Viktor; род. 28 апреля 1990, Цеглед, Пешт) — венгерский борец греко-римского стиля, призёр чемпионатов мира и Европы. Младший брат известного венгерского борца Тамаша Лёринца.

## Биография
Родился в 1990 году. В 2012 году завоевал бронзовую медаль чемпионата Европы. В 2013 и 2014 годах становился бронзовым призёром чемпионата мира. В 2016 году принял участие в Олимпийских играх в Рио-де-Жанейро в соревнованиях в категории до 85 кг. На Играх венгерский спортсмен стартовал с первого раунда, где победил борца из Армении Максима Манукяна 3:0. Во втором раунде Лёринц досрочно одержал победу в поединке с представителем Индии Равиндером Кхатри. Поединок с узбекистанским борцом Рустамом Ассакаловым прошёл в упорной борьбе, но завершился в пользу венгерского борца. Однако затем Лёринц в полуфинале разгромно уступил российскому борцу Давиту Чакветадзе, а следом и проиграл немцу Денису Кудле в борьбе за бронзовую медаль. По итогам олимпийского турнира Виктор Лёринц занял 5-е место.
На предолимпийском чемпионате планеты в Казахстане в 2019 году в весовой категории до 87 кг, Виктор завоевал серебряную медаль и получил олимпийскую лицензию для своего национального Олимпийского комитета.
В феврале 2020 года на чемпионате континента в итальянской столице, в весовой категории до 87 кг Виктор в схватке за чемпионский титул уступил спортсмену из Украины Семёну Новикову и завоевал серебряную медаль европейского первенства.
В 2021 году в Токио стал серебряным призером олимпийских игр, уступив в финале украинцу Жану Беленюку.